# Paul Wartel
Paul Wartel est un footballeur et entraîneur français, né le 26 avril 1902 à Puteaux (Seine) et décédé le 27 avril 1976 à Antibes (Alpes-Maritimes). Il a évolué comme défenseur principalement au Red Star puis à Sochaux.

## Biographie
Avec les Audoniens, il remporte la Coupe de France en 1928. International B, il est recruté l'année suivante dans la grande équipe de vedettes formée par Jean-Pierre Peugeot à Sochaux, alors que le professionnalisme n'est pas encore officialisé en France. Mais une grave blessure interrompt sa carrière en 1933. Il revient en 1934 en tant qu’entraîneur-joueur de la réserve.
Il devient ensuite entraîneur dans le club franc-comtois où il occupe de nombreux postes jusqu'en 1960, dont à plusieurs reprises la direction des footballeurs professionnels.
En 1953, Wartel succède à Paul Baron à la présidence de l' « Amicale des Éducateurs de football ». Cette amicale est créée en 1947 par Gabriel Hanot et a pour buts la promotion de cette profession et l'organisation de stages de perfectionnement. Jules Bigot le remplace en 1973.

## Carrière

### Joueur
- 1926-1929 :  Red Star
- 1929-1933 :  FC Sochaux

### Entraîneur
- 1933-1934 :  Union sportive Servannaise et Malouine
- 1934-1939 :  FC Sochaux (entraîneur de l'équipe réserve)
- 1939-1943 :  FC Sochaux
- 1943-1944 :  É.F. Nancy-Lorraine
- janvier 1945-1946 :  Olympique de Marseille
- 1946-1952 :  FC Sochaux
- 1953-1956 :  RCFC Besançon
- 1956-1957 :  En Avant de Guingamp
- 1957-1960 :  FC Sochaux (entraîneur-adjoint, intérim en 1960)

## Palmarès

### Joueur
- Vainqueur de la Coupe de France en 1928 avec le Red Star
- Vainqueur de la Coupe Peugeot (ancêtre du championnat professionnel) en 1931 avec le FC Sochaux

### Entraîneur
- Vainqueur de la Coupe de France en 1944 avec l'Équipe fédérale Nancy-Lorraine
- Champion de France D2 en 1947 avec le FC Sochaux